# وكيل مواهب
وكيل المواهب (بالإنجليزية: Talent agent)‏ هو الشخص الذي يجد وظيفة للمؤلفين والممثلين والمخرجين والموسيقيين وعارضو الأزياء والمنتجين والرياضيين المحترفين والكتاب وغيرهم من الناس في مختلف أعمال الترفيه. كم أنه أيضا يدافع ويدعم ويعزز مصالح عملاءه. لا يمكن لوكلاء المواهب إنتاج برامجهم الخاصة بسبب تضارب المصالح. ويجب أن يعرف الوكيل أي نوع من العمل يمكن وما لا يمكن للعميل القيام به من أجل إيجاد وظائف مختلفة مناسبة له.